# Ethelsville
Ethelsville város az USA Alabama államában, Pickens megyében. Lakosainak száma 49 fő (2020. április 1.).

## Népesség
A település népességének változása:

| 2010 | 81 |
| 2020 | 49 |